# Trichoglottis rosea
Trichoglottis rosea är en orkidéart som först beskrevs av John Lindley, och fick sitt nu gällande namn av Oakes Ames. Trichoglottis rosea ingår i släktet Trichoglottis och familjen orkidéer. Inga underarter finns listade i Catalogue of Life.